# Кия (Ненецкий автономный округ)
Ки́я — деревня в Заполярном районе Ненецкого автономного округа России. Входит в состав Шоинского сельсовета. Деревня находится в пограничной зоне.

## История
Основана деревня в 1-й четверти XX века на месте сезонного рыбацкого становища в устье реки Большая Кия.

## Население
| 2002 | 2010 |
| ---- | ---- |
| 72   | ↘63  |

Численность населения деревни, по данным Всероссийской переписи населения 2010 года, составляла 63 человека.

## География
Деревня расположена на Канинском берегу полуострова Канин Нос, на берегу Белого моря, в устье реки Большая Кия. Расстояние до административного центра муниципального образования «Шоинский сельсовет» посёлка Шойна — 25 км. Кия неофициально делится на две части: Деревню, на берегу моря, с преимущественно русским населением и коми-ненецкий Посёлок, расположенный в километре от Деревни.

## Экономика
Основное занятие населения — рыболовство.

## Сотовая связь
Оператор сотовой связи стандарта GSM: МТС (в зоне покрытия из Шойны).